# Yaochu Jin
Yaochu Jin (* 1966) ist ein Informatiker, der sich auf evolutionäre Algorithmen und deren Anwendung in der Künstlichen Intelligenz (KI) spezialisiert hat. Seit Oktober 2021 ist er Alexander-von-Humboldt-Professor für Künstliche Intelligenz an der Universität Bielefeld.

## Werdegang
Yaochu Jin wurde in China geboren und absolvierte sein Studium der Informatik an der Zhejiang-Universität, wo er 1996 promovierte. Anschließend war er als Associate Professor an derselben Universität tätig. Nach Forschungsaufenthalten an der Ruhr-Universität Bochum und der Rutgers University, USA, leitete er ab 1999 Forschungsprojekte bei Honda R&D Europe in Offenbach, Deutschland. Von 2007 bis 2010 war er am CoR-Lab der Universität Bielefeld tätig, bevor er 2010 als Professor an die University of Surrey im Vereinigten Königreich wechselte. Zudem war er drei Jahre lang Finland Distinguished Professor an der Universität Jyväskylä in Finnland. Seit Oktober 2023 ist er Chair Professor für Künstliche Intelligenz an der Westlake University in Hangzhou, China.

## Forschungsschwerpunkte
Jin hat Beiträge im Bereich der evolutionären Algorithmen geleistet, insbesondere durch die Entwicklung des Reference Vector Guided Evolutionary Algorithm (RVEA) für multikriterielle Optimierungsprobleme. Seine Forschung zielt darauf ab, Mechanismen der natürlichen Evolution für technische Prozesse nutzbar zu machen. Anwendungen seiner Arbeit finden sich unter anderem in der Automobilindustrie.

## Auszeichnungen und Mitgliedschaften
Jins Forschung wurde mit zahlreichen Auszeichnungen gewürdigt, darunter fünf Outstanding Paper Awards der IEEE Computational Intelligence Society. Im November 2015 wurde er für seine Beiträge zur evolutionären Optimierung zum Fellow des Institute of Electrical and Electronics Engineers (IEEE) ernannt. Darüber hinaus ist er Mitglied der British Computer Society.

## Werke (Auswahl)
- Extracting interpretable fuzzy rules from RBF neural networks. Bochum: INI, 2000
- Knowledge in evolutionary and learning systems. Aachen: Shaker, 2002
- Advanced fuzzy systems design and applications. Heidelberg: Physica-Verl., 2003
- From federated learning to federated neural architecture search: a survey. In: Complex & intelligent systems 4.1.2021: 1-19
- Fedlabx: a practical and privacy-preserving framework for federated learning. In: Complex & intelligent systems 31.7.2023: 1-14
- A graph neural network with negative message passing and uniformity maximization for graph coloring. In: Complex & intelligent systems 13.3.2024: 1-11